# Let Me Love You Like A Woman
«Let Me Love You Like A Woman» (с англ. — «Позволь мне любить тебя, как любит женщина») — песня американской певицы Ланы Дель Рей. 16 октября 2020 года была издана как первый сингл с седьмого студийного альбома Chemtrails Over the Country Club. Написана в соавторстве с Джеком Антоноффом, по совместительству являющимся продюсером трека.

## История создания и выпуск
Песня была написана Дель Рей в соавторстве с Джеком Антоноффом, который также спродюсировал трек. Запись проходила осенью 2019 года на студиях Conway Recording Studios в Лос-Анджелесе и Electric Lady в Нью-Йорке, который певица тогда часто посещала из-за отношений с Шоном Ларкиным. Исполнительница была довольна Norman Fucking Rockwell!, вышедшим в конце августа, и «не хотела останавливаться», пообещав выпустить следующий лонгплей через 12—13 месяцев.
Дель Рей впервые упомянула «Let Me Love You Like A Woman» в октябре 2019 года, в интервью для британского журнала Q: «В ней что-то есть. Думаю, она станет чем-то важным для людей, но пока не знаю чем именно. Она волшебная». После продолжительного молчания, так и не издав обещанный 5 сентября 2020 года Chemtrails Over the Country Club, певица сообщила о намерении выпустить «Let Me Love You Like A Woman» как первый сингл «очень скоро». В середине сентября отрывок припева просочился в интернет, а затем стал распознаваться приложением Shazam. 16 октября композиция была выпущена на стриминговых платформах. Эту новость Дель Рей анонсировала через Instagram; в комментариях к посту многие фанаты посетовали на скудное оформление обложки, сделанное самой певицей с помощью одной из функций камеры iPhone. Никак это не прокомментировав, Лана лишь отметила, что шрифт для обложки был создан вручную Элли Бенуска, которая оформляла логотип книги Violet Bent Backwards Over the Grass.

## Музыкальный стиль и критика
После выхода критики описали песню как фортепианную балладу с неотчётливыми, напоминающими человеческое сердцебиение ударными; вокал Ланы размыт реверберацией. С точки зрения лирики, Дель Рей затрагивает важные темы в её творчестве, такие как романтика и мечта. Рецензенты отмечали поэтическую образность текста, с помощью которой Лана призывает возлюбленного позволить ей быть той, кем ей предназначено быть: «Дай мне любить тебя, как любит женщина. / Позволь мне обнять тебя, как обнимают дитя». Хотя Лос-Анджелес вдохновлял Дель Рей на протяжении многих лет (например, песня «West Coast» посвящена городу, а в текстах треков Norman Fucking Rockwell! упоминаются многие места Лос-Анджелеса), в «Let Me Love You Like A Woman» девушка готова покинуть его и вернуться в родной Лейк-Плэсид, деревню в штате Нью-Йорк. В нескольких строчках она также приглашает возлюбленного поехать с ней — она переживёт, если он откажется, но не знает, расстроится ли или нет. Она делает это не для того, чтобы «разрешить проблемы в отношениях, а чтобы она смогла „быть той, кем должна быть“, „сиять как алмаз“». Девушка воспринимает своё решение уехать как «утопическое приключение, наполненное песнями и стихами». В бридже Лана доходит до сути; она отсылает к песне Принса «Purple Rain» и желает, чтобы её отношения с возлюбленным сохранились навечно; она также упоминает «розовое шампанское», сленговое название MDMA.
Песня получила тёплые отзывы критиков. В NME отметили схожесть звучания с предыдущим альбомом из-за «мягких и млеющих аккордов гитар, пианино и лёгких ударных»: «Быть может, Лана готова покинуть город и начать всё заново в новом месте, но звучание трека уходит корнями в её последний шедевр [NFR!]». Рецензент сравнил звучание с последней работой Тейлор Свифт Folklore. В Pitchfork композицию также оценили, заметив: «[Она] не предвещает нового звучания. <…> Продакшн оставляет впечатление, что это затянувшаяся кода одной из баллад её прошлой пластинки. <…> «Let Me Love You Like A Woman» — скорее смирение с ситуацией, нежели настоящий побег: старая добрая песня, простой и знакомый посыл. Иногда это всё, что нам требуется». Микаэль Вуд из Los Angeles Times связал желание побега из Лос-Анджелеса с недавним шквалом критики в адрес Дель Рей: после её майского заявления о несправедливости в музыкальной индустрии, когда певицы вроде Бейонсе, Карди Би и других получают успех в чартах с песнями о сексе и унижениях перед мужчинами, а также после презентации Violet Bent Backwards Over the Grass в магазине Barnes & Noble, на которой певица появилась в сетчатой маске, а не в той, что «действительно способна защитить во времена пандемии». «Сама песня кажется продолжением тех мыслей Дель Рей, поэтому она просит воспринимать её как ту, кем ей предначертано быть», — заключил Вуд.

## Музыкальное видео
Премьера музыкального видео состоялась в день выхода песни, в 5 часов вечера по тихоокеанскому времени. Певица сняла и смонтировала его самостоятельно. В чёрно-белом винтажном видео, помимо селфи-видео Дель Рей без макияжа, на которых она исполняет песню сидя в машине, также было использовано архивное выступление Ланы с Джоан Баэз — во время The Norman Fucking Rockwell Tour в Беркли они вместе исполнили легендарную «Diamonds & Rust» (1974). Также были задействованы видео-воспоминания с Джеком Антоноффом, младшими братом и сестрой — Чарли и Чак Грант, бывшим возлюбленным Шоном Ларкиным, танцовщицами Эшли Родригез и Александрией Кайе. Кроме того, Лана использовала видео, которое сняла во время ночного полёта на вертолёте над Голливудским знаком.

## Коммерческий успех
Спустя день после выпуска, песня дебютировала со второй строчки мирового чарта iTunes.

## Список композиций
| №  | Название                       | Автор(ы)                     | Продюсер(ы) | Длительность |
| -- | ------------------------------ | ---------------------------- | ----------- | ------------ |
| 1. | «Let Me Love You Like A Woman» | Лана Дель Рей, Джек Антонофф | Антонофф    | 3:21         |

## Участники записи
Данные адаптированы с сайта Tidal.
- Лана Дель Рей — вокал, автор песни
- Джек Антонофф — автор песни, продюсер, звукорежиссёр, пианино, Hammond B3, акустическая гитара, слайд-гитара, бас-гитара, электрогитара, ударные, сведение, программирование
- Лора Сиск — звукорежиссёр, сведение
- Крис Герингер[англ.] — мастеринг-инженер
- Уилл Куиннел — ассистент мастеринг-инженера
- Джон Руни — ассистент звукорежиссёра
- Джон Шер — ассистент звукорежиссёра

## Чарты
| Чарт (2020)                                | Высшая позиция |
| ------------------------------------------ | -------------- |
| Бельгия/Фландрия (Ultratip Bubbling Under) | 34             |
| Ирландия (IRMA)                            | 60             |
| Новая Зеландия/Hot Singles (RMNZ)          | 9              |
| Шотландия (OCC Scotland)                   | 37             |
| Швеция (Sverigetopplistan)                 | 100            |
| Великобритания (OCC UK Singles)            | 87             |